# Жакен, Николаус Йозеф фон
Никола́ус Жаке́н (нем. Nikolaus Joseph Freiherr von Jacquin; 1727—1817) — австрийский ботаник, химик и металлург.
Член Лондонского королевского общества (1788), иностранный почётный член Петербургской академии наук (1780), корреспондент Парижской академии наук (1804).
Занимался медицинской практикой в Вене и в 1754—1759 годах совершил по поручению императора Франца I большое путешествие по Америке (особенно Вест-Индии), чтобы приобрести новые растения для императорских садов.
Вернувшись, в 1763 году стал профессором горного дела и химии в Банска-Штьявница; с 1968 года преподавал ботанику и химию в Венском университете, где был также директором Академического, а позже Шёнбруннского садов.
В 1806 году получил баронское достоинство. В 1806 году был избран почётным членом Московского общества испытателей природы.
Его сын, Йозеф Франц фон Жакен в 1797 году стал его преемником как руководитель Ботанического сада в Вене.

## Главные труды
- «Flora austriaca», 1773—1778 годы, 5 томов, с 450 раскрашенными таблицами;
- «Enumeratio stirpium», 1762
- «Selectarum stirpium americanarum historia», 1763 и 1780 год, с 264 таблицами;
- «Observationes botanicae», 1764 год, 4 тома, со 100 таблицами;
- «Hortus botanicus Vindobonensis», 1770—1776 годы, 3 тома, с 300 таблицами;
- «Icones plantarum rariorum», 1781—1793 годы, 3 тома, с 648 таблицами;
- «Collectanea ad botanicam, chemiam et historiam naturalem spectantia» 1786—1796 годы, 5 томов, со 106 таблицами;
- «Plantarum rariorum horti caesarei Schoenbrunnensis descriptiones et icones», 1797—1804 годы, 4 тома, с 500 таблицами;
- «Stapeliarum in hortis Vindobonensibus cultarum descriptiones», 1806 год, с 64 таблицами.

## Названы в честь Жакена
- Линней назвал в честь Жакена род Jacquinia из семейства Теофрастовые.
- род Jacquiniella из семейства Орхидные.
- Жакен изображён на почтовой марке Австрии 1977 года.